# Schoonspringen op de Olympische Zomerspelen 2024 – tienmetertoren synchroon vrouwen
Het synchroonspringen voor vrouwen vanaf de tienmetertoren op de Olympische Zomerspelen 2024 vond plaats op 31 juli. Acht teams van twee schoonspringers kwamen in actie in een directe finale. Regerend olympisch kampioenen waren Chen Yuxi en Quan Hongchan uit China.

## Uitslag
| Rang   | Namen                                  | Land | Sprongen | Sprongen | Sprongen | Sprongen | Sprongen | Totaal |
| Rang   | Namen                                  | Land | 1        | 2        | 3        | 4        | 5        | Totaal |
| ------ | -------------------------------------- | ---- | -------- | -------- | -------- | -------- | -------- | ------ |
| Goud   | Chen Yuxi Quan Hongchan                | CHN  | 56.40    | 54.60    | 80.10    | 85.44    | 82.56    | 359.10 |
| Zilver | Kim Mi-rae Jo Jin-mi                   | PRK  | 46.80    | 46.20    | 69.30    | 75.84    | 77.76    | 315.90 |
| Brons  | Andrea Spendolini-Sirieix Lois Toulson | GBR  | 48.60    | 48.60    | 60.30    | 69.12    | 77.76    | 304.38 |
| 4      | Caeli McKay Kate Miller                | CAN  | 49.20    | 44.40    | 69.30    | 68.16    | 68.16    | 299.22 |
| 5      | Gabriela Agúndez Alejandra Orozco      | MEX  | 47.40    | 47.40    | 67.50    | 62.40    | 72.96    | 297.66 |
| 6      | Delaney Schnell Jessica Parratto       | USA  | 46.20    | 43.80    | 61.20    | 70.08    | 66.24    | 287.52 |
| 7      | Kseniya Baylo Sofiya Lyskun            | UKR  | 48.00    | 48.00    | 59.64    | 68.16    | 61.20    | 285.00 |
| 8      | Jade Gillet Emily Hallifax             | FRA  | 47.40    | 45.00    | 53.76    | 37.80    | 50.88    | 234.84 |